# Chiesa di San Ruffino (Modena)
La chiesa di San Ruffino è la parrocchiale di Portile, frazione di Modena, in provincia di Modena e arcidiocesi di Modena-Nonantola; fa parte del vicariato della Pedemontana Ovest.

## Storia
La chiesa parrocchiale di San Ruffino di Portile venne costruita nel 1826 e poi abbellita con le decorazioni eseguite dal carpigiano Fermo Forti.
Nel 1855 si provvide ad edificare la canonica, mentre il campanile, in stile eclettico, fu eretto nel 1910.

## Descrizione

### Esterno
La simmetrica facciata a salienti della chiesa, che volge a nordovest, si compone di tre porzioni: quella principale, suddivisa in due registri da una cornice marcapiano aggettante, presenta il portale d'ingresso architravato e una finestra ed è coronata dal timpano di forma triangolare in cui s'apre un tondo con un busto raffigurante San Ruffino, mentre le due ali laterali, di modeste dimensioni, sono raccordate al corpo centrale mediante delle volute.
Accanto alla parrocchiale s'erge il campanile a pianta quadrata, abbellito da lesene angolari, la cui cella presenta su ogni lato una monofora a tutto sesto affiancata da doppie lesene sorreggenti dei timpani triangolare; come copertura si erge una lanterna ottagonale coronata da una cupola.

### Interno
L'interno dell'edificio si compone di un'unica navata, sulla quale si affacciano le cappelle laterali introdotte da archi a tutto sesto e le cui pareti sono scandite da paraste sorreggenti la trabeazione modanata e aggettante sopra la quale si imposta la volta; al termine dell'aula si sviluppa il presbiterio, rialzato di un gradini e chiuso dall'abside poligonale, il catino della quale è decorato da affreschi.